# Muspilli
Muspilli eller Das Muspiellied er et digt fra omkring 870 e.v.t. Det er det ene af bevarede episke digte skrevet på oldhøjtysk; det andet er Hildebrandslied. Det er sandsynligvis skrevet i Bayern og er tilegnet en yngling ved navn Ludwig. Et fragment af dette digt er bevaret i marginen og på tomme sider i et kodex der har tilhørt Ludvig den Tyske; teksten er derfor med stor sandsynlighed tilegnet ham. Kun begyndelsen og slutningen af digtet er blevet bevaret, og det blev genopdaget i 1817 og editio princeps udkom i 1832 af Johann Andreas Schmeller, som også gav det titlen Muspilli efter en central figur i digtet, måske en dæmon e. lign. Originalmanuskriptet (cim. 14098) befinder sig i dag på Bayerische Staatsbibliothek.

## Indhold og betydning
Digtet er skrevet i en kristen sammenhæng, men indeholder flere hedenske elementer. Det beretter om verdens ende, døden og om dommedag. Menneskene formanes til god og kristelig opførsel her på jorden, og ender med en klage over dem som må brænde i den evige ild mens de råber på Gud uden at få hjælp.
Tekstens fokus ligger først på sjælens skæbne efter døden; himlens og helvedes hære kæmper over den dødes sjæl, og den sejrende part vil tilegne sig den som krigsbytte (v. 1-37). Bagefter skifter fokus til et andet slag, det slår der vil stå mellem Elias og Antikrist, og som ifølge teksten vil finde sted lige før Dommedag. De to krigere vil her kæmpe som repræsentanter for henholdsvis himmel og helvede; Antikrist vil falde, men Elias vil blive såret, og hans blod vil sætte Jorden i brand – hvilket vil indvarsle muspilli (v. 38-56). Den resterende del af digtet omhandler Genopstandelsen og selve Dommedag (v.57-103).
Vers 44-54 (kampen mellem Elias og Antikrist):
der antichristo stet pi demo altfiant,
stet pi demo Satanase, der inan uarsenkan scal:
pidiu scal er in deru uuicsteti uunt piuallan
enti in demo sinde sigalos uuerdan.
doh uuanit des uilo ... gotmanno,
daz Elias in demo uuige aruuartit uuerde.
so daz Eliases pluot in erda kitriufit,
so inprinnant die perga, poum ni kistentit
enihc in erdu, aha artruknent,
muor varsuuilhit sih, suilizot lougiu der himil,
mano uallit, prinnit mittilagart,
(Engelsk oversættelse)
"The Antichrist stands with the old fiend,
With the Satan, whom he will ruin:
On the battlefield, he falls wounded
And in battle without victory
But many men of God ween
That Elijah will be wounded in that battle,
When the blood of Elijah drips onto the soil
The mountains will burn, no tree will stand,
Not any on earth, water dries up,
Sea is swallowed, flaming burn the heavens,
Moon falls, Midgard burns"
Etymologien af Muspilli er usikker, og navnet kendes udelukkende fra dette skrift, men er måske det samme som det senere nordiske navn Muspelheim og oldsaksiske former. Ordet beskriver sandsynligvis en slags kataklysme der afslutter verden.
Digtet er et eksempel på en tidlig tysk kristendom, der stadig indeholder mange elementer fra den før-kristne religion. Fx har det mange lighedspunkter med det yngre digt Vølvens spådom der kendes fra det islandske skrift Ældre Edda. De centrale figurer, Elias og Antikrist, og forestillingen om Dommedag, er dog entydigt kristne elementer. Den tyske filolog G. Grau (Grau 1908), har dog påvist teologen Efraim af Syrien fra 4. århundrede som kilde til hele digtet bortset fra to vers.

## Eksterne link
- Muspilli (Original tekst i fuld længde)
- Audio